# Domingo Sangrento (filme)
Bloody Sunday (Brasil: Domingo Sangrento ) é um filme britânico e irlandês de 2002, do gênero drama histórico, dirigido e roteirizado por Paul Greengrass, baseado em livro de Don Mullan.

## Sinopse
No dia 30 de janeiro de 1972, na cidade de Derry, na Irlanda do Norte, foi realizada uma passeata pelos direitos humanos. Sem motivo aparente, soldados britânicos atiraram e mataram quatorze pessoas desarmadas e, a princípio, sem qualquer conexão com o IRA. Esse episódio ficou conhecido como "Domingo Sangrento", e marcou o começo do conflito transformado em guerra civil. O filme mostra a vida de quatro homens envolvidos nos dois lados do conflito.

## Elenco
- James Nesbitt .... Ivan Cooper
- Tim Pigott-Smith .... general Ford
- Nicholas Farrell .... brigadeiro Maclellan
- Gerard McSorley .... Lagan
- Kathy Keira Clarke .... Frances
- Allan Gildea .... Kevin McCorry
- Gerard Crossan .... Eamonn McCann
- Mary Moulds .... Bernadette Devlin
- Carmel McCallion .... Bridget Bond
- Christopher Villiers .... major Steele
- James Hewitt .... coronel Tugwell
- Declan Duddy .... Gerry Donaghy
- Edel Frazer .... namorada de Gerry
- Joanne Lindsay .... Mary Donaghy
- Simon Mann .... coronel Wilford
- Rhidian Bridge .... major Loden
- Johnathon O'Donnel .... Jim
- David Rogers .... Dennis

## Principais prêmios e indicações
BAFTA  2003 (Reino Unido)
- Venceu na categoria de Melhor Fotografia.
- Indicado nas categorias de Melhor Ator (James Nesbitt), Melhor Edição, Melhor Som e Melhor Drama.

Festival de Berlim  2002 (Alemanha)
- Ganhou o Urso de Ouro e o Prêmio do Júri.[1]

Sundance Film Festival 2002 (EUA)
- Ganhou o prêmio World Cinema.

Independent Spirit Awards 2003 (EUA)
- Indicado na categoria de Melhor Filme (estrangeiro).

Fantasporto 2002 (Portugal)
- Venceu nas categorias de Melhor Ator (Tim Pigott-Smith) e Melhor Filme.
- Recebeu o Prêmio do Júri Popular.

## Recepção
O Metacritic, que usa uma média ponderada, atribuiu ao filme uma pontuação de 90 em 100, baseado em 31 críticos, indicando "aclamação universal".